# Новосильское городище
Новосильское городище — археологический памятник раннего железного века, одно из древних крупнейших поселений домонгольского и средневекового периода в Верхнеокском бассейне, центр Новосильского княжества.

## Описание
Памятник находится на территории города Новосиля — районного центра Орловской области. Город упоминается в Никоновской летописи за 1155 год, но археологические материалы свидетельствуют о существовании городища задолго до письменного упоминания. Новосиль был центром удельного Новосильского княжества, в XVI—XVII веках — крепостью Засечной черты. Стационарные археологические исследования были проведены в 1950-х годах Верхнеокской археологической экспедицией Института археологии АН СССР под руководством Т. Н. Никольской, в результате которых здесь было открыто поселение, относящееся к IV—I векам до нашей эры и городище конца I тысячелетия до н. э. — XI—XIII векам н. э.
В 1970 году обследовалось археологом И. К. Фроловым. С 2008 года по 2014 год изучением памятника занимался О. А. Радюш. Под его руководством на мысовой площадке было исследовано 80 м² культурного слоя.
Городище относится к мы́совому типу, расположено на высоком правом берегу реки Зуши в 350 м к югу от церкви Николая Чудотворца. В плане имеет овально-подтреугольную форму размерами 250×150×50 м. С напольной стороны отделено рвом, по дну которого ныне (2014) проходит дорога, и валом. С юго-западной стороны от реки площадка, состоящая из трёхступенчатых уступов закрыта валом. Культурный слой составляет 0,9—1,2 м.

## Артефакты
Найдены фрагменты керамики раннего железного века, относящиеся к первоначальному этапу заселения. Отмечены следы пожаров в виде прослоек золы, пепла, угля, большого количества гвоздей; обнаружены многочисленные фрагменты лепных и ранних некруговых сосудов. Обнаружена также лепная и раннегончарная керамика, яма горна с воздуходувной трубой размерами 2,4×1,9 глубиной 1,37 м роменского времени; найдены обломки круговой древнерусской посуды, единичные находки византийской поливной посуды XIII в.; фрагменты стеклянного кубка сирийской работы XIII в. Ранний горизонтальный слой датируется медной пантикапейской монетой Асандра — тетрахалк 34 года до н. э., керамикой верхнеокской культуры рубежа эр. В 2014 году на краю мысовой площадки был заложен шурф, выявивший сооружение для обжига извести, датируемое XIII—XIV вв. Другие датирующие находки: серебряные монеты (1345—1346 гг. чекана в Сарае) хана Джанибека и подражание монет (1320—1330 гг. возможно чекана на Руси) хана Узбека, серьга и серебряные пятилучевые височные кольца (конец IX—начало X в.), стеклянные браслеты XII—XIII вв., ключи, ножи, кресало, наконечники стрел, керамические пряслица и другое.

## Зооархеологическая характеристика
Во время раскопок была получена большая остеологическая коллекция (5025 костей и костных фрагментов, из них 2920 определимые). 2/3 составляют кости домашних животных — свиньи, лошади, крупного и мелкого рогатого скота, собаки, а также диких животных: лося, благородного оленя, косули, зубра, тура, бобра, волка, лисицы, зайца, медведя, куницы, выдры и рыбы (3 %). Среди домашних животных преобладают свиньи, что характерно для лесных поселений вятичей, северян и радимичей. Отмечается большая доля охотничьей добычи — большой процент лося, косули и благородного оленя. Большая часть культурных остатков, в том числе костных, относится к XIII—XIV векам. По составу фауны Новосиль напоминает феодальный замок в охотничьих угодьях. Если судить по пищевому рациону, то уже в XIII веке наблюдаются следы пребывания здесь социальной элиты.

## Стратиграфия раскопа
Заселение данного поселения (и прилегающей территории) происходило в несколько этапов. 1-й этап (I век до н. э. — III в. н. э.) связан с культурой раннего железного века. Ранний культурный слой сильно повреждён поздними перекопами. Поэтому первый этап возможно закончился IV, V веком (по аналогии с другими верхнеокскими городищами). 2-й этап (IX—XI вв.) связан с роменской культурой. 3-й этап (начало XII века—1375 год [сожжение города татарами]) — древнерусский период связан с существованием Новосильского княжества.
Археолог Т. Н. Никольская, на основании проведённых ею многочисленных археологических раскопок в бассейне верхней Оки, сделала вывод, что культура верхнеокских племён ближе к культуре племён бассейна верхнего Днепра, чем верхней Волги.